# أجانغيز
بلدية أجانغيز (بالإسبانية: Ajangiz)‏ هي بلدية تقع في مقاطعة بيسكاي، التي تقع في منطقة الباسك شمالي إسبانيا.

## وصلات خارجية
- AJANGIZ in the Bernardo Estornés Lasa - Auñamendi Encyclopedia (Euskomedia Fundazioa) (بالإسبانية)